# Jezerine
Jezerine – wieś w Chorwacji, w żupanii zagrzebskiej, w gminie Krašić. W 2011 roku liczyła 32 mieszkańców.